# Daniel Ezequiel Herrera
Daniel Ezequiel Herrera (Salta, 6 de febrero de 2004) es un futbolista argentino. Juega de defensor y su equipo actual es San Lorenzo de Almagro de la Primera División de Argentina. 

## Trayectoria
Formado en las divisiones inferiores del Club Atlético San Lorenzo, firmó su primer contrato profesional en mayo de 2024.

## Clubes
| Club        | País      | Año       |
| ----------- | --------- | --------- |
| San Lorenzo | Argentina | 2024-Act. |

## Estadísticas
| Club                                           | Div.          | Temporada     | Liga  | Liga  | Liga   | Copas nacionales | Copas nacionales | Copas nacionales | Copas internacionales | Copas internacionales | Copas internacionales | Total | Total | Total  |  |
| Club                                           | Div.          | Temporada     | Part. | Goles | Asist. | Part.            | Goles            | Asist.           | Part.                 | Goles                 | Asist.                | Part. | Goles | Asist. |  |
| ---------------------------------------------- | ------------- | ------------- | ----- | ----- | ------ | ---------------- | ---------------- | ---------------- | --------------------- | --------------------- | --------------------- | ----- | ----- | ------ |  |
| Club Atlético San Lorenzo de Almagro Argentina | 1.ª           | 2024          | 0     | 0     | 0      | -                | -                | -                | -                     | -                     | -                     | 0     | 0     | 0      |  |
| Club Atlético San Lorenzo de Almagro Argentina | 1.ª           | 2025          | 1     | 0     | 0      | 0                | 0                | 0                | 0                     | 0                     | 0                     | 1     | 0     | 0      |  |
| Total club                                     | Total club    | Total club    | 1     | 0     | 0      | 0                | 0                | 0                | 0                     | 0                     | 0                     | 1     | 0     | 0      |  |
| Total carrera                                  | Total carrera | Total carrera | 1     | 0     | 0      | 0                | 0                | 0                | 0                     | 0                     | 0                     | 1     | 0     | 0      |  |